# Jamnitz (Wüstung)

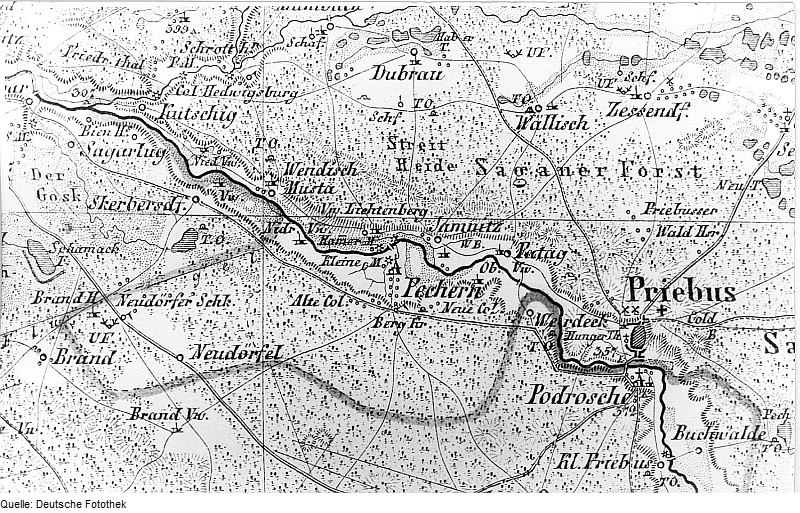
Jamnitz und Umgebung (um 1850)

Jamnitz, sorbisch Jamnica, ist eine Wüstung in der Landgemeinde Przewóz (deutsch Priebus) im Powiat Żarski der Woiwodschaft Lebus in Polen. Mit dem Nachbardorf Pattag bildete der 1945 kriegsverwüstete Ort bis 1938 die Gemeinde Jamnitz-Pattag.

## Geographie
Jamnitz lag nordwestlich von Priebus flussabwärts an der Lausitzer Neiße. Die nächsten Orte entlang der Talstraße der Neiße (heute Woiwodschaftsstraße 350) waren das ebenfalls gewüstete Dorf Wendisch Musta in nordwestlicher und Pattag, heute Potok, in östlicher Richtung. Auf der gegenüberliegenden Neißeseite sind Pechern und Werdeck die nächsten Orte.
Historisch gehörte Jamnitz zum Herzogtum Sagan. Es lag nahe der Grenze zur oberlausitzischen Standesherrschaft Muskau.

## Geschichte

### Ortsgeschichte
Urkundliche Erwähnung fand das Dorf 1513 unter dem Namen Jamenitz. Der in jenem Jahr in Crossen gerichtete Raubritter Hans von Horn, Sohn des Peter von Horn auf Klein Düben, bekannte, dass er oft bei einem Bauern in Jamnitz gelegen hatte.
Da sich Jamnitz in der Bannmeile der Stadt Priebus befand, setzte diese durch, dass nur ihr Bier im Dorfe ausgeschenkt werden durfte. Die Einwohner von Jamnitz waren, wie auch die von Pattag, nach Priebus eingepfarrt, jedoch gingen die Kinder zur Schule nach Pechern.
Unter Peter von Sagan wurden Jamnitz und Pattag gegen 1800 als fürstliches Kammergut aufgeführt. Wegen der geringen Größe beider Dörfer wurden sie in der Folgezeit bei Bevölkerungserhebungen zumeist gemeinsam betrachtet.
Durch die Auflösung des Kreises Sagan kam Jamnitz-Pattag 1932 zum Kreis Rothenburg. In diesem wurde die Gemeinde mit dem gegenüberliegenden Ort Werdeck zum 1. April 1938 zur Gemeinde Neißebrück zusammengeführt.
Gegen Ende des Zweiten Weltkriegs wurde das Dorf zerstört. Ein Wiederaufbau des – nach der Festlegung der Oder-Neiße-Grenze – nun polnischen Ortes fand nicht mehr statt. Noch vorhandene Bausubstanz wurde nach und nach geborgen und für Reparaturen in den benachbarten Orten verwendet.

### Ortsname
Urkundliche Erwähnungen des Ortes sind unter anderem Jamenitz (1513), Jamnitz (1564) und Glemnitz (1749). Jamnitz, wie auch Jamnice, entstammt dem Altsorbischen und bezeichnet Ton- und Wassergruben.